# BL Водолея
BL Водолея (лат. BL Aquarii) — одиночная переменная звезда в созвездии Водолея на расстоянии (вычисленном из значения параллакса) приблизительно 13455 световых лет (около 4125 парсеков) от Солнца. Видимая звёздная величина звезды — от +11,7m до +9,75m.

## Характеристики
BL Водолея — оранжевая пульсирующая медленная неправильная переменная звезда (LB) спектрального класса G2-K0(M2) или K. Эффективная температура — около 3800 К.